# Rozmowy nieoswojone
Rozmowy nieoswojone (ang. Walk on The Wild Side, 2009-2010) – brytyjski serial komediowo-dokumentalny. Serial zadebiutował 15 sierpnia 2009 roku w BBC One. W Polsce emitowany w Telewizji Polsat od 2 czerwca 2012 roku.

## Obsada
| Aktor głosowy      | Serie | Lata        |
| ------------------ | ----- | ----------- |
| Jason Manford      | 1 – 2 | 2009 – 2010 |
| Sarah Millican     | 1 – 2 | 2009 – 2010 |
| Rhod Gilbert       | 1     | 2009        |
| Jon Richardson     | 1 – 2 | 2009 – 2010 |
| Pal Aron           | 1 – 2 | 2009 – 2010 |
| Isy Suttie         | 1 – 2 | 2009 – 2010 |
| Steve Edge         | 1 – 2 | 2009 – 2010 |
| Harriet Carmichael | 1 – 2 | 2009 – 2010 |
| Gavin Webster      | 1 – 2 | 2009 – 2010 |
| Jason Byrne        | 2     | 2010        |

## Wersja polska
Wersja polska: na zlecenie Telewizji Polsat S.A. – Start International Polska

Reżyseria: Paweł Galia

Dialogi polskie: Andrzej Wójcik

Dźwięk i montaż: Jerzy Wierciński

Udział wzięli:
- Waldemar Barwiński
- Klaudiusz Kaufmann
- Wojciech Paszkowski
- Ewa Serwa
- Zbigniew Suszyński
- Paweł Szczesny
- Jakub Szydłowski
- Joanna Węgrzynowska
- Monika Wierzbicka
- Janusz Zadura
- oraz Krystyna Czubówna

Lektor: Krystyna Czubówna